# Marguerite Roesgen-Champion
Marguerite Sara Roesgen-Champion, pseud. Jean Delysse (ur. 25 stycznia 1894 w Genewie, zm. 30 czerwca 1976) – szwajcarska kompozytorka, pianistka i klawesynistka.

## Życiorys
Córka jubilera i nauczycielki śpiewu. Uczyła się muzyki u matki w młodości, następnie studiowała grę na fortepianie w Conservatoire de musique de Genève oraz uczyła się kompozycji i solfeżu u Émile’a Jaques-Dalcroze’a. Była nauczycielką gry na fortepianie w Conservatoire de musique de Genève w latach 1915–1926. Uczyła także w École normale de musique de Paris. Mieszkała w Paryżu od 1926 roku.
Grała na fortepianie i klawesynie jako solistka, w jej repertuarze znalazły się m.in. dzieła Domenica Scarlattiego, Johanna Sebastiana Bacha czy Georga Friedricha Händla, które nagrywała dla wytwórni Disque Gramophone, nagrywała także własne utwory dla francuskojęzycznego radia szwajcarskiego.
Zmarła w Genewie, w Hyères lub w Paryżu.

## Odznaczenia
- Order Palm Akademickich[4]

## Twórczość
Tworzyła m.in. dzieła orkiestrowe, koncerty klawesynowe, muzykę kameralną, muzykę religijną. Była jedną z pierwszych bardziej rozpoznawalnych kompozytorek szwajcarskich. Wybrane dzieła:
- Aquarelles na klawesyn i orkiestrę (1927)[2]
- Berceuses pour clavecin (publ. 1929)[8]
- Cinq poèmes (1937)[2]
- Deuxième Concert na saksofon, klawesyn i fagot (1938)[2]
- Georgiques (1943)[2]